# Karl Emanuel IV av Sardinien
Karl Emanuel IV, it. Carlo Emanuele IV, född 24 maj 1751, död 6 oktober 1819, var äldste son till Viktor Amadeus III av Sardinien av huset Savojen och dennes hustru Maria Antonia av Spanien.
Vid faderns död 1796 blev Karl Emanuel kung av Kungariket Sardinien. Två år senare ockuperades fastlandsdelen av Karl Emanuels kungarike av den franska armén under Napoleon I, och kungen tvingades flytta till ön Sardinien. Senare kom Karl Emanuel att leva i exil i Rom, och där kom han att stanna kvar för resten av sitt liv.
Karl Emanuel var gift med den franska prinsessan Marie Clotilde, som var syster till kung Ludvig XVI. Äktenskapet blev mycket lyckligt, och det var en stor sorg för Karl Emanuel och hans hustru att de aldrig fick några barn. När Marie Clotilde dog 1802 blev kungen så förtvivlad att han abdikerade från den tron han tvingats överge till förmån för sin yngre bror Viktor Emanuel I. Karl Emanuel avlade sedan munklöften och blev novis i Jesuitorden; han förblev detta intill sin död.
Karl Emanuels farfars mormor var den brittiska prinsessan Henrietta, och när Karl Emanuels vän och släkting Henry Stuart, syssling till Karl Emanuels farfar Karl Emanuel III och den siste av huset Stuart, avled år 1807 ärvde Karl Emanuel hans anspråk på Englands och Skottlands kronor och blev jakobiternas tronpretendent under namnet Charles IV (sv. Karl IV); det finns dock inget bevis på att Karl Emanuel någonsin offentligt gjorde anspråk på den brittiska tronen. Vid hans död gick även dessa anspråk i arv till brodern Viktor Emanuel.